# مسجد طوبی
مسجد طوبی (اردو: مسجد طوبٰی) که با عنوان گل مسجد هم شناخته می‌شود. در شهرکراچی، سند استانی در پاکستان واقع است. این بنا در فاز دو محله دیفنس واقع شده‌است.
ساخت مسجد در سال ۱۹۶۶ آغاز شد و در سال ۱۹۶۹ به پایان رسید. مسجد توسط معمار پاکستانی  بابر حمید چوهان طراحی و مهندس زهیر حیدر نقوی مهندسی آن را بر عهده داشته است.